# Abborrartade fiskarnas systematik
Ordningen abborrartade fiskar är med mer än 10 000 arter, cirka 1 500 släkten, 160 familjer och 19 underordningar den omfångsrikaste taxonen i understammen ryggradsdjur (Vertebrata).
Här listas alla underordningar och familjer.

## Kirurgfisklika fiskar- Acanthuroidei
- Kirurgfiskar (Acanthuridae)
- Ephippidae
- Luvar (Luvaridae)
- Argusfiskar (Scathophagidae)
- Kaninfiskar (Siganidae)
- Zanclidae

## Labyrintfiskar- Anabantoidei
- Klätterfiskar (Anabantidae)
- Kyssguramier (Helostomidae)
- Guramier (Osphronemidae)

## Slemfisklika fiskar– Blennioidei
- Slemfiskar (Blenniidae)
- Fjällslemfiskar (Clinidae)
- Tripterygiidae
- Chaenopsidae
- Labrisomidae
- Dactyloscopidae

## Sjökockslika fiskar– Callionymoidei
- Sjökocksfiskar (Callionymidae)
- Draconettidae

## Ormhuvudfiskar – Channoidei
- Ormhuvudfiskar (Channidae)

## Elassomatoidei
- Elassomatidae

## Dubbelsugarfiskar - Gobiesocidei
- Dubbelsugarfiskar (Gobiesocidae)

## Smörbultslika fiskar– Gobioidei
- Smörbultar (Gobiidae)
- Sömnfiskar (Eleotridae)
- Kraemeriidae
- Microdesmidae
- Ptereleotridae
- Odontobutidae
- Schindlerider (Schindleriidae)
- Rhyacichthyidae
- Xenisthmidae

## Icosteoidei
- Icosteidae

## Krokhuvudfiskar – Kurtoidei
- Krokhuvudfiskar (Kurtidae)

## Läppfisklika fiskar– Labroidei
- Ciklider (Cichlidae)
- Bränningsabborrar (Embiotocidae)
- Läppfiskar (Labridae)
- Frökenfiskar (Pomacentridae)

## Notothenioider– Notothenioidei
- Plundrarfiskar (Artedidraconidae)
- Bathydraconidae
- Bovichtidae
- Isfiskar (Channichthyidae)
- Eleginopidae
- Harpagiferidae
- Notingar (Nototheniidae)
- Pseudaphritidae

## Abborrlika fiskar– Percoidei
- Percoidea
  - Centropomidae
  - Ambassidae
  - Latidae
  - Egentliga havsabborrfiskar (Moronidae)
  - Percichthyidae
  - Perciliidae
  - Acropomatidae
  - Symphysanodontidae
  - Vrakfiskar (Polyprionidae)
  - Havsabborrfiskar (Serranidae)
  - Centrogenyidae
  - Ostracoberycidae
  - Callanthiidae
  - Pseudochromidae
  - Grammatidae
  - Plesiopidae
  - Notograptidae
  - Käkfiskar (Opistognathidae)
  - Dinopercidae
  - Banjosidae
  - Solabborrfiskar (Centrarchidae)
  - Abborrfiskar (Percidae)
  - Priacanthidae
  - Kardinalabborrfiskar (Apogonidae)
  - Djuphavsabborrfiskar (Epigonidae)
  - Sillaginidae
  - Malacanthidae
  - Lactariidae
  - Dinolestidae
  - Scombropidae
  - Blåfiskar (Pomatomidae)
  - Taggmakrillfiskar (Carangidae)
  - Guldmakrillfiskar (Coryphaenidae)
  - Echeneidae
  - Nematistiidae
  - Cobior (Rachycentridae)
  - Menidae
  - Ponnyfiskar (Leiognathidae)
  - Havsbraxenfiskar (Bramidae)
  - Caristiidae
  - Emmelichthyidae
  - Lutjanidae
  - Caesionidae
  - Lobotidae
  - Datnioididae
  - Grymtfiskar (Haemulidae)
  - Inermiidae, infogas enligt nyare verk i grymtfiskar
  - Nemipteridae
  - Centracanthidae
  - Lethrinidae
  - Havsrudefiskar (Sparidae)
  - Polynemidae
  - Havsgösfiskar (Sciaenidae)
  - Mullusfiskar (Mullidae)
  - Pempheridae
  - Glaucosomatidae
  - Leptobramidae
  - Bathyclupeidae
  - Månfiskar (Monodactylidae)
  - Sprutfiskar (Toxotidae)
  - Arripidae
  - Dichistiidae
  - Kyphosidae
  - Drepaneidae
  - Fjärilsfiskar (Chaetodontidae)
  - Kejsarfiskar (Pomacanthidae)
  - Enoplosidae
  - Pentacerotidae
  - Bladfiskar (Nandidae)
  - Polycentridae
  - Terapontidae
  - Kuhliidae
  - Oplegnathidae
- Cirrhitoidea
  - Aplodactylidae
  - Hökfiskar (Cirrhitidae)
  - Cheilodactylidae
  - Chironemidae
  - Latridae
- Cepoloidea
  - Bandfiskar (Cepolidae)

## Pholidichthyoidei
- Pholidichthyidae

## Makrillika fiskar- Scombroidei
- Barracudafiskar (Sphyraenidae)
- Havsgäddfiskar (Gempylidae)
- Makrillfiskar (Scombridae)
- Spjutfiskar Istiophoridae
- Trichiuridae
- Svärdfiskar (Xiphiidae)

## Scombrolabracoidei
- Scombrolabracidae

## Smörfisklika fiskar- Stromateoidei
- Amarsipidae
- Ariommatidae
- Svartfiskar (Centrolophidae)
- Drivfiskar (Nomeidae)
- Smörfiskar (Stromateidae)
- Tetragonuridae

## Fjärsinglika fiskar- Trachinoidei
- Tobisfiskar (Ammodytidae)
- Champsodontidae
- Cheimarrichthyidae
- Sväljarfiskar (Chiasmodontidae)
- Creediidae
- Leptoscopidae
- Pinguipedidae
- Percophidae
- Fjärsingfiskar (Trachinidae)
- Trichodontidae
- Stjärnkikarfiskar (Uranoscopidae)

## Tånglakelika fiskar- Zoarcoidei
- Havskattfiskar (Anarhichadidae)
- Bathymasteridae
- Cryptacanthodidae
- Pholidae
- Ptilichthyidae
- Scytalinidae
- Tångsnärtefiskar (Stichaeidae)
- Zaproridae
- Tånglakefiskar (Zoarcidae)